# پیتر شوتل
پیتر شوتل (انگلیسی: Peter Schöttel؛ زادهٔ ۲۶ مارس ۱۹۶۷) یک بازیکن فوتبال اهل اتریش است.
وی همچنین در تیم ملی فوتبال اتریش بازی کرده‌است.